# Districte de Senboku
El Districte de Senboku (泉北郡, Senboku-gun) és un districte de la prefectura d'Osaka, al Japó.

## Geografia
El districte de Senboku està situat al sud-oest de la prefectura d'Osaka i compren el terme municipal de Tadaoka. Es troba a una zona de costa de la badia d'Osaka. El districte limita al nord amb els municipis d'Izumiotsu, al sud amb Kishiwada, a l'est amb Izumi i a l'oest amb la mar. Com que el municipi de Tadaoka es tracta del municipi més petit en superfície de tot el Japó, aquest districte de Senboku també és el districte més petit del país.

### Municipis
| |          |          |          |
| \| Municipi \| Població \| Extensió \| Densitat \| \| -------- \| -------- \| -------- \| -------- \| \| Tadaoka \| 16.831 \| 3,97 \| 4.240 \| \| Total \| 16.831 \| 3,97 \| 4.240 \| |          |          |          |
| Municipi | Població | Extensió | Densitat |
| Tadaoka | 16.831   | 3,97     | 4.240    |
| Total | 16.831   | 3,97     | 4.240    |

## Història
Històricament, el districte comprenia la major part de la província d'Izumi, desapareguda amb la reforma Meiji el 1871. Abans de la seua creació, al seu territori es trobaren dos districtes de curta vida, el districte d'Izumi i el districte d'Otori, els quals van ser fundats el 1880. Com els altres districtes de la prefectura d'Osaka, el de Senboku fou creat l'any 1896. En un principi comprenia l'espai dels actuals municipis de Sakai, Takaishi, Izumi, Izumiotsu i Kishiwada; arribant a tindre en temps fins a 47 municipis. Actualment i des del 1966, any en el qual el municipi de Takaishi fou ascendit a ciutat i abandonà el districte, només n'hi ha un municipi al districte, el de Tadaoka.

## Regió de Senboku

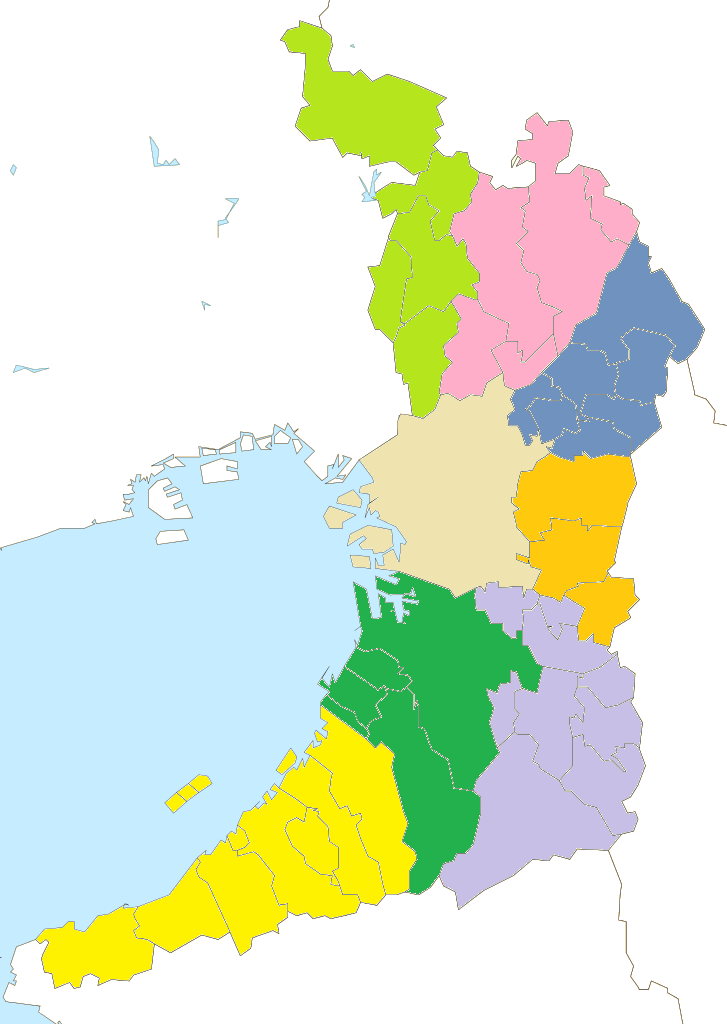
Mapa regional de la prefectura d'Osaka. Al sud en verd, Senboku.

Existeix, de manera no oficial, una divisió regional o administrativa de la prefectura d'Osaka. Una de les divisions d'aquest sistema és la regió de Senboku (泉北地域) inspirada en el districte i la qual inclou antics municipis que ara no es troben al districte. Aquesta divisió es troba reconeguda (tot i que de manera no oficial) al web del govern prefectural i és utilitzada tant per aquest com per institucions i empreses privades com a àrea de gestió, administració i descentralització del territori.
| |           |          |          |
| \| Municipi \| Població \| Extensió \| Densitat \| \| --------- \| ------------ \| -------- \| -------- \| \| Izumi \| 185.348 \| 84,98 \| 2.181 \| \| Izumiōtsu \| 74.501 \| 14,31 \| 5.206 \| \| Sakai \| 827.709 \| 149,82 \| 5.525 \| \| Tadaoka \| 16.849 \| 3,97 \| 4.244 \| \| Takaishi \| 56.265 \| 11,30 \| 4.979 \| \| Total \| 1.175.681[3] \| 263,61 \| 4.460 \| |           |          |          |
| Municipi | Població  | Extensió | Densitat |
| Izumi | 185.348   | 84,98    | 2.181    |
| Izumiōtsu | 74.501    | 14,31    | 5.206    |
| Sakai | 827.709   | 149,82   | 5.525    |
| Tadaoka | 16.849    | 3,97     | 4.244    |
| Takaishi | 56.265    | 11,30    | 4.979    |
| Total | 1.175.681 | 263,61   | 4.460    |

El municipi més poblat d'aquesta regió i, per tant, "capital de facto" és Sakai, on es troba la seu del govern prefectural per a aquesta zona.